# Copa Gobernador Alende
La Copa Gobernador Alende fue un cuadrangular rioplatense de carácter binacional amistoso disputado en febrero de 1960. Se la llamó Copa Gobernador de la Provincia de Buenos Aires Dr. Oscar Alende en homenaje al entonces gobernador de la provincia y fue organizada por el Club Estudiantes de La Plata.
Del cuadrangular participaron los clubes Gimnasia y Esgrima La Plata, Estudiantes de La Plata (por Argentina), Nacional y Peñarol (por Uruguay).

## Organización

### Sede

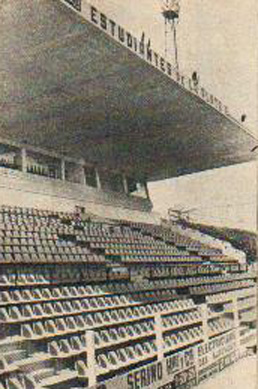
Vista de la platea oficial, década de 1960.

Todos los partidos de la Copa se disputaron en el Estadio de Estudiantes de La Plata (llamado entre 1970 y 2007 Jorge Luis Hirschi). El Estadio Hirschi es la antigua cancha del Club Estudiantes de La Plata y estaba ubicada en la avenida 1 entre las calles 55 y 57, en la ciudad de La Plata hasta su demolición en 2007.

### Reglamento
El sistema de todos contra todos o sistema de liga es un sistema de competición, generalmente deportiva, en que todos los participantes del torneo se enfrentan entre ellos en un número constante de oportunidades (generalmente, una o dos). Este tipo de competición es también llamado liguillao round-robin.
La Copa Gobernador Alende fue un torneo conocido por el sistema de todos contra todos. Los equipos integrantes del Clásico Platense y los integrantes del Clásico del fútbol uruguayo disputaron seis partidos.

## Desarrollo

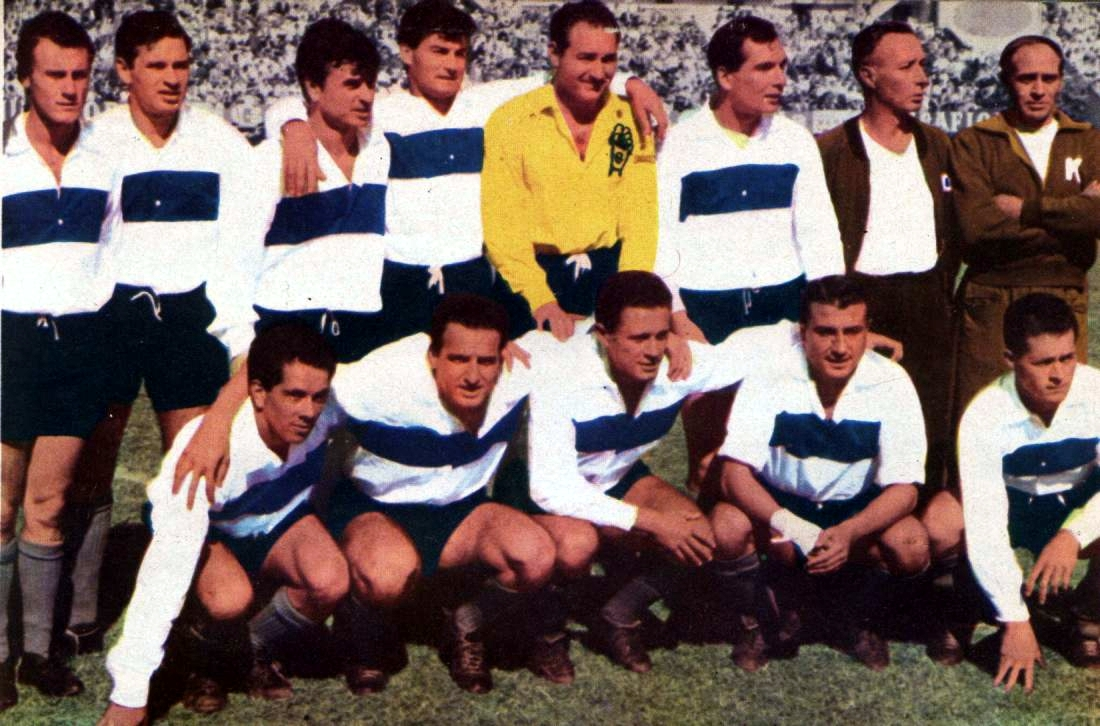
Formación de Gimnasia y Esgrima La Plata de 1960.

En el partido inaugural, que contó con la presencia del gobernador de la Provincia de Buenos Aires, Oscar Alende, se midieron desde las 20.40 en el Estadio Jorge Luis Hirschi, el primer equipo de Gimnasia contra Nacional bajo el arbitraje de Luis Ventre. Al finalizar el primer tiempo el club platense ganaba por 2:1. Al minuto del segundo tiempo el equipo uruguayo alcanzó el empate, pero 14 minutos después Gimnasia volvió a ponerse en ventaja, resultado que se haría más holgado con dos goles más (a los 74 y 85).
En el segundo partido de la jornada, el equipo organizador se midió ante el bicampeón de Uruguay (1958-1959). Al finalizar el primer tiempo Estudiantes ganaba 2:1, pero todos los goles vendrían en el segundo. Peñarol convertiría cuatro en el segundo tiempo, logrando imponerse por 5:2.
La segunda fecha comenzó con la victoria de Gimnasia sobre Peñarol, ante 30 mil espectadores Ángel Cigna convirtió a los 55 minutos de juego lo que sería el único gol del encuentro. Al finalizar este partido, fue Nacional quien se impuso por 1:0, ante Estudiantes de La Plata, con gol de Nelson Leone a los 50 minutos de juego.
La última fecha encontró a Gimnasia primero en la tabla de posiciones, con 4 puntos, dos por encima de los equipos uruguayos. Con un empate le alcanzaba para coronarse campeón del torneo. En el primer partido Nacional se impuso, en un encuentro accidentado donde hubo tres expulsados, por cuatro a cero ante su eterno rival, Peñarol.
En el segundo encuentro de la tercera fecha a Gimnasia le alcanzaba para salir campeón hasta perder por un gol de diferencia. Con el arbitraje de Carlos Nai Foino comenzó, a las 22.40 el último partido de la competencia. El clásico platense finalizó empatado en dos, resultado que le permitió a Gimnasia y Esgrima La Plata dar la vuelta olímpica y llevarse la copa.

### Curiosidad
En este torneo se dio una particularidad, ya que fue la primera vez que el Clásico del fútbol uruguayo se jugó fuera de Uruguay. Este hecho, se repitió solamente recién en 2005, en La Coruña (España).

## Fixture

### Fecha 1
| 9 de febrero de 1960, 20:40 | Gimnasia y Esgrima (LP)                                 | 5:2 (2:1) | Nacional                | Estadio Jorge Luis Hirschi, La Plata                    |                                                         |
|                             | Carro 33' · Reynoso 42' 74' · Cigna 60' · Domínguez 85' |           | Gauna 39' · Ferrari 46' | Asistencia: 27.000 espectadores Árbitro(s): Luis Ventre | Asistencia: 27.000 espectadores Árbitro(s): Luis Ventre |

| 9 de febrero de 1960, 22:40 | Estudiantes (LP)          | 2:5 (2:1) | Peñarol                                                                                          | Estadio Jorge Luis Hirschi, La Plata                       |                                                            |
|                             | Scandoli 30' · Merayo 44' |           | Luis Cubilla 23' 65' · Júpiter Crescio 61' · Juan Eduardo Hohberg 71' (pen.) · Darío Cottiga 89' | Asistencia: 18.000 espectadores Árbitro(s): Angel Coerezza | Asistencia: 18.000 espectadores Árbitro(s): Angel Coerezza |

### Fecha 2
| 11 de febrero de 1960 | Gimnasia y Esgrima (LP) | 1:0 (0:0) | Peñarol | Estadio Jorge Luis Hirschi, La Plata                         |                                                              |
|                       | Cigna 55'               |           |         | Asistencia: 30.000 espectadores Árbitro(s): Aurelio Bosolino | Asistencia: 30.000 espectadores Árbitro(s): Aurelio Bosolino |

| 11 de febrero de 1960 | Estudiantes (LP) | 0:1 (0:0) | Nacional  | Estadio Jorge Luis Hirschi, La Plata |  |
|                       |                  |           | Leone 50' |                                      |  |

### Fecha 3
| 13 de febrero de 1960, 20:40                                                       | Nacional                                | 4:0 (4:0) | Peñarol | Estadio Jorge Luis Hirschi, La Plata |                         |
|                                                                                    | Gauna 19' 26' · Leone 40' · Almeida 43' |           |         | Árbitro(s): Juan Brozzi              | Árbitro(s): Juan Brozzi |
| Fueron expulsados Gauna (N) y Aguerre (P) a los 35 minutos, y Moreno (N) a los 78. |                                         |           |         |                                      |                         |

| 13 de febrero de 1960, 22:40 | Estudiantes (LP)            | 2:2 (2:2) | Gimnasia y Esgrima (LP) | Estadio Jorge Luis Hirschi, La Plata                         |                                                              |
|                              | Infante 15' · Rodríguez 40' |           | López 22' · Roletto 37' | Asistencia: 28.000 espectadores Árbitro(s): Carlos Nai Foino | Asistencia: 28.000 espectadores Árbitro(s): Carlos Nai Foino |

## Distinciones individuales

### Goleadores
Gauna (Nacional), se convirtió en el goleador de la copa con 3 tantos, seguido por Cigna (Gimnasia); Cubilla (Peñarol), Leone (Nacional) y Reynoso (Gimnasia) con 2. El promedio de gol del torneo fue de 4 goles por partido.
| Nacionalidad | Jugador      | Goles | Equipo   |
| ------------ | ------------ | ----- | -------- |
| Uruguay      | Héctor Gauna | 3     | Nacional |
| Argentina    | Ángel Cigna  | 2     | Gimnasia |
| Uruguay      | Luis Cubilla | 2     | Peñarol  |
| Uruguay      | Nelson Leone | 2     | Nacional |

## Clasificación final
| Equipo                      | Puntos | PJ | PG | PE | PP | GF | GC |
| --------------------------- | ------ | -- | -- | -- | -- | -- | -- |
| Gimnasia y Esgrima La Plata | 5      | 3  | 2  | 1  | 0  | 8  | 4  |
| Nacional                    | 4      | 3  | 2  | 0  | 1  | 7  | 5  |
| Peñarol                     | 2      | 3  | 1  | 0  | 2  | 5  | 7  |
| Estudiantes                 | 1      | 3  | 0  | 1  | 2  | 4  | 8  |